# Peltaea riedelii
Peltaea riedelii là một loài thực vật có hoa trong họ Cẩm quỳ. Loài này được (Gürke) Standl. mô tả khoa học đầu tiên năm 1916.